# Pontesia kelschi
Pontesia kelschi is een soort in de taxonomische indeling van de Myzozoa, een stam van microscopische parasitaire dieren. Het organisme komt uit het geslacht Pontesia en behoort tot de familie Lecudinidae. Pontesia kelschi werd in 1926 ontdekt door Hasselman.